# Mohamed Mehdi Yaghoubi
Mohamed Mehdi Yaghoubi (in persiano محمدمهدی یعقوبی‎; Qazvin, 23 giugno 1930 – 25 settembre 2021) è stato un lottatore iraniano, specializzato nella lotta libera.

## Palmarès

### Olimpiadi
- 1 medaglia:
  - 1 argento (Melbourne 1956 nei 57 kg)

### Mondiali
- 1 medaglia:
  - 1 bronzo (Helsinki 1951 nei 57 kg)